# Senuma Yuji
Yuji Senuma (瀬沼 優司 Senuma Yūji, sinh ngày 1 tháng 9 năm 1990) là một cầu thủ bóng đá người Nhật Bản thi đấu cho Montedio Yamagata.

## Thống kê câu lạc bộ
Cập nhật đến ngày 23 tháng 2 năm 2017.
| Thành tích câu lạc bộ | Thành tích câu lạc bộ | Thành tích câu lạc bộ | Giải vô địch | Giải vô địch | Cúp                   | Cúp                   | Cúp Liên đoàn | Cúp Liên đoàn | Khác    | Khác      | Tổng cộng | Tổng cộng |
| Mùa giải              | Câu lạc bộ            | Giải vô địch          | Số trận      | Bàn thắng    | Số trận               | Bàn thắng             | Số trận       | Bàn thắng     | Số trận | Bàn thắng | Số trận   | Bàn thắng |
| Nhật Bản              | Nhật Bản              | Nhật Bản              | Giải vô địch | Giải vô địch | Cúp Hoàng đế Nhật Bản | Cúp Hoàng đế Nhật Bản | J. League Cup | J. League Cup | Khác1   | Khác1     | Tổng cộng | Tổng cộng |
| --------------------- | --------------------- | --------------------- | ------------ | ------------ | --------------------- | --------------------- | ------------- | ------------- | ------- | --------- | --------- | --------- |
| 2012                  | Shimizu S-Pulse       | J1 League             | 3            | 1            | -                     | -                     | 2             | 1             | -       | -         | 5         | 2         |
| 2013                  | Shimizu S-Pulse       | J1 League             | 9            | 0            | 0                     | 0                     | 6             | 0             | -       | -         | 15        | 0         |
| 2014                  | Tochigi SC            | J2 League             | 25           | 7            | 1                     | 0                     | -             | -             | -       | -         | 26        | 7         |
| 2014                  | Shimizu S-Pulse       | J1 League             | 2            | 0            | -                     | -                     | -             | -             | -       | -         | 2         | 0         |
| 2015                  | Ehime FC              | J2 League             | 40           | 6            | 2                     | 1                     | -             | -             | 1       | 0         | 43        | 7         |
| 2016                  | Ehime FC              | J2 League             | 40           | 10           | 2                     | 0                     | –             | –             | –       | –         | 42        | 10        |
| Tổng                  | Tổng                  | Tổng                  | 119          | 24           | 5                     | 1                     | 8             | 1             | 1       | 0         | 133       | 26        |

1Bao gồm Promotion Playoffs to J1.